# Gonghang-dong
Gonghang-dong (koreanska: 공항동) är en stadsdel i stadsdistriktet Gangseo-gu i Sydkoreas huvudstad Seoul.
"Gonghang" betyder "flygplats" och Gimpo Airport, Seouls tidigare huvudflygplats och numera huvudsakligen använd för inrikesflyg, ligger till större delen i Gonghang-dong.